# Лисино (Ленинградская область)
Ли́сино — деревня в Калитинском сельском поселении Волосовского района Ленинградской области.

## История
Впервые упоминается в Писцовой книге Водской пятины 1500 года как деревня Лисино в Спасском Зарецком погосте.
Затем как деревня Lissino by в Зарецком погосте в шведских «Писцовых книгах Ижорской земли» 1618—1623 годов.
На карте Ингерманландии А. И. Бергенгейма, составленной по шведским материалам 1676 года, упоминается как мыза Lisino.
На шведской дорожной карте 1683 года показан план усадьбы и деревни Лисино (Litzina Håf ock Bÿ), деревни Калитино (Kallentino Bÿ) и соединяющих их дорог.
На шведской «Генеральной карте провинции Ингерманландии» 1704 года обозначено Litsina hof.
Как мыза Литицина она обозначена на «Географическом чертеже Ижорской земли» Адриана Шонбека 1705 года.
Затем как деревня Лисина она упоминается на карте Санкт-Петербургской губернии Я. Ф. Шмидта 1770 года.
Деревня являлась вотчиной императора Александра I из которой в 1806—1807 годах были выставлены ратники Императорского батальона милиции.
Согласно 6-й ревизии 1811 года мыза и деревня Лисино принадлежали жене подполковника А. И. Логиновой.

ЛИСИНО — мыза и деревня принадлежит подполковнице Логиновой, число жителей по ревизии: 233 м. п., 237 ж. п. (1838 год)

Согласно карте Ф. Ф. Шуберта в 1844 году деревня Лисино насчитывала 67 крестьянских дворов.
На этнографической карте Санкт-Петербургской губернии П. И. Кёппена 1849 года она обозначена как деревня «Litzinä», расположенная в ареале расселения савакотов. В пояснительном тексте к этнографической карте она записана как деревня Litzinä (Лисино) и указано количество её населения на 1848 год: савакотов — 55 м. п., 56 ж. п., всего 111 человек, а также указано, что «в деревне проживает русских больше, чем финнов».
Согласно 9-й ревизии 1850 года мыза Лисино принадлежала помещице Анне Павловне Дренякиной.

ЛИСИНО — село госпожи Дренякиной, по просёлочной дороге, число дворов — 65, число душ — 192 м. п. (1856 год)

Согласно 10-й ревизии 1856 года мыза и деревня Лисино принадлежали помещице Анне Павловне Дренякиной.
Согласно «Топографической карте частей Санкт-Петербургской и Выборгской губерний» в 1860 году деревня Лисино насчитывала 82 крестьянских двора.

ЛИСИНО — деревня владельческая при ключах, число дворов — 66, число жителей: 172 м. п., 180 ж. п.;
Часовня православная. (1862 год) 

В 1863—1868 годах временнообязанные крестьяне деревни выкупили свои земельные наделы у Ф. П. Веймарн и стали собственниками земли.

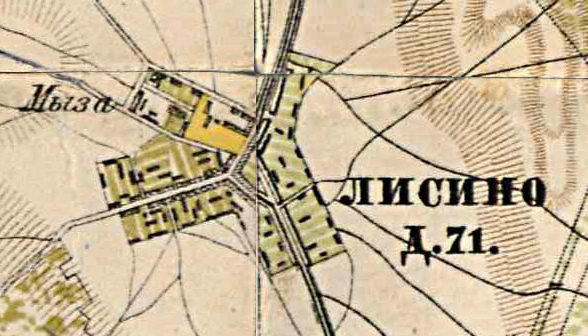
План деревни и мызы Лисино. 1885 год

В 1885 году деревня насчитывала 71 двор.
Согласно материалам по статистике народного хозяйства Петергофского уезда 1887 года мыза Лисино площадью 2800 десятин принадлежала наследникам потомственного почётного гражданина К. И. Шмидта, она была приобретена в 1870 году за 23 500 рублей. В мызе была ветряная мельница и при ней кузница. Две дачи, дом под почту, контору и харчевня, сдавались в аренду.
В конце XIX — начале XX века Лисино административно относилось к Губаницкой волости 2-го стана Петергофского уезда Санкт-Петербургской губернии.
По данным «Памятной книжки Санкт-Петербургской губернии» за 1905 год мыза Лисино площадью 1734 десятины принадлежала дворянину Конраду Арибертовичу фон Рейхенбаху, в имении был телефон.
К 1913 году количество дворов увеличилось до 110.
С 1917 по 1923 год деревня Лисино входила в состав Лисинского сельсовета Губаницкой волости Петергофского уезда.
С 1923 года в составе Троцкого уезда.
С 1924 года в составе Кикеринского сельсовета.
Согласно данным переписи населения СССР 1926 года в деревне Лисино проживали 513 человек, все русские.
С 1927 года в составе Волосовского района.
По административным данным 1933 года деревня Лисино входила в состав Кикеринского сельсовета Волосовского района.

План деревни Лисино. 1934 год

Согласно топографической карте 1934 года деревня насчитывала 110 дворов, к северу от деревни находилась ветряная мельница.
Деревня была освобождена от немецко-фашистских оккупантов 28 января 1944 года.
С 1963 года в составе Кингисеппского района.
С 1965 года вновь в составе Волосовского района. В 1965 году население деревни Лисино составляло 301 человек.
По данным 1966 года деревня Лисино также находилась в составе Кикеринского сельсовета.
По данным 1973 и 1990 годов деревня Лисино входила в состав Калитинского сельсовета.
В 1997 году в деревне проживали 106 человек, в 2002 году — 123 человека (русские — 96 %), в 2007 году — 125.

## География
Деревня расположена в восточной части района на автодороге 41К-052 (Роговицы — Калитино).
Расстояние до административного центра поселения — 5 км.
Расстояние до ближайшей железнодорожной платформы Роговицы (81 км) — 3 км.

## Демография
| 1862 | 2002 | 2007 | 2010 | 2017 |
| ---- | ---- | ---- | ---- | ---- |
| 352  | ↘123 | ↗125 | ↘118 | ↗134 |

### Национальный состав
Согласно данным Всероссийской переписи населения 2021 года в деревне проживали 176 человек, из них:
 русские — 165, белорусы — 2, казахи — 1, киргизы — 1, таджики — 1, татары — 1, украинцы — 1, другие национальности — 4 человека.

## Достопримечательности
- Близ деревни находится курганно-жальничное кладбище XI—XIV веков, содержавшее водско-славянские сидячие захоронения[41].

## Улицы
Луговая, Пилотов, Полевая, Придорожная.